# Talew-Gletscher
Der Talew-Gletscher (bulgarisch Талев ледник Talew lednik) ist ein 4 km langer und 2,8 km breiter Gletscher auf der Barison-Halbinsel an der Graham-Küste des Grahamlands auf der Antarktischen Halbinsel. Er fließt westlich des Cadman-Gletschers und südöstlich des Butamja-Gletschers in nordöstlicher Richtung zur Beascochea-Bucht.
Britische Wissenschaftler kartierten ihn 1971. Die bulgarische Kommission für Antarktische Geographische Namen benannte ihn 2010 nach dem bulgarischen Schriftsteller Dimitar Talew (1898–1966).